# Rock 'n Roll Wolf
Rock 'n Roll Wolf (ryska: Мама Mama, rumänska: Mama) sovjetisk-fransk-rumänsk musikalfilm från 1976 som bygger på Ion Creangăs "Capra cu trei iezi". Filmen är regisserad av Elisabeta Bostan efter ett manus av Vasilica Istrate med musik av Gérard Bourgeois och Temistocle Popa.
I Norge har filmen visats flera gånger på NRK och där blivit lite av en jultradition och visas varje år på lilla julafton. Filmen visades i svensk TV första gången 22 december 1978 och ytterligare en gång 26 december 1979.

## Handling
Getmor Rada (Ljudmila Gurtjenko) lär sina killingar en sång hon kan sjunga för att de ska veta att det är just hon som står utanför dörren och vill in. Men vargen Titi Suru (Mikhail Bojarskij) tjuvlyssnar på sången och lär sig den utantill och försöker efterhärma Radas röst.

## Rollista
- Ljudmila Gurtjenko – Rada (mamma get)
- Mikhail Bojarskij – Titi Suru (vargen)
- George Mihăiță – Petrika (åsnan)
- Savelij Kramarov – vargens nevö (lilla varg)
- Valentin Manokhin – lodjuret
- Oleg Popov – björnpappa
- Florian Pittis – papegojan

## Produktion
Filmen spelades in i studiorna Buftea i Bukarest och Mosfilm i Moskva. Det spelades in tre parallella språkversioner av filmen på rumänska, ryska och engelska. Rollerna spelades av dansare från Moskva Cirkus, Moskva isballett och barn-isballett och Bolsjojteatern.